# Корпус плуга

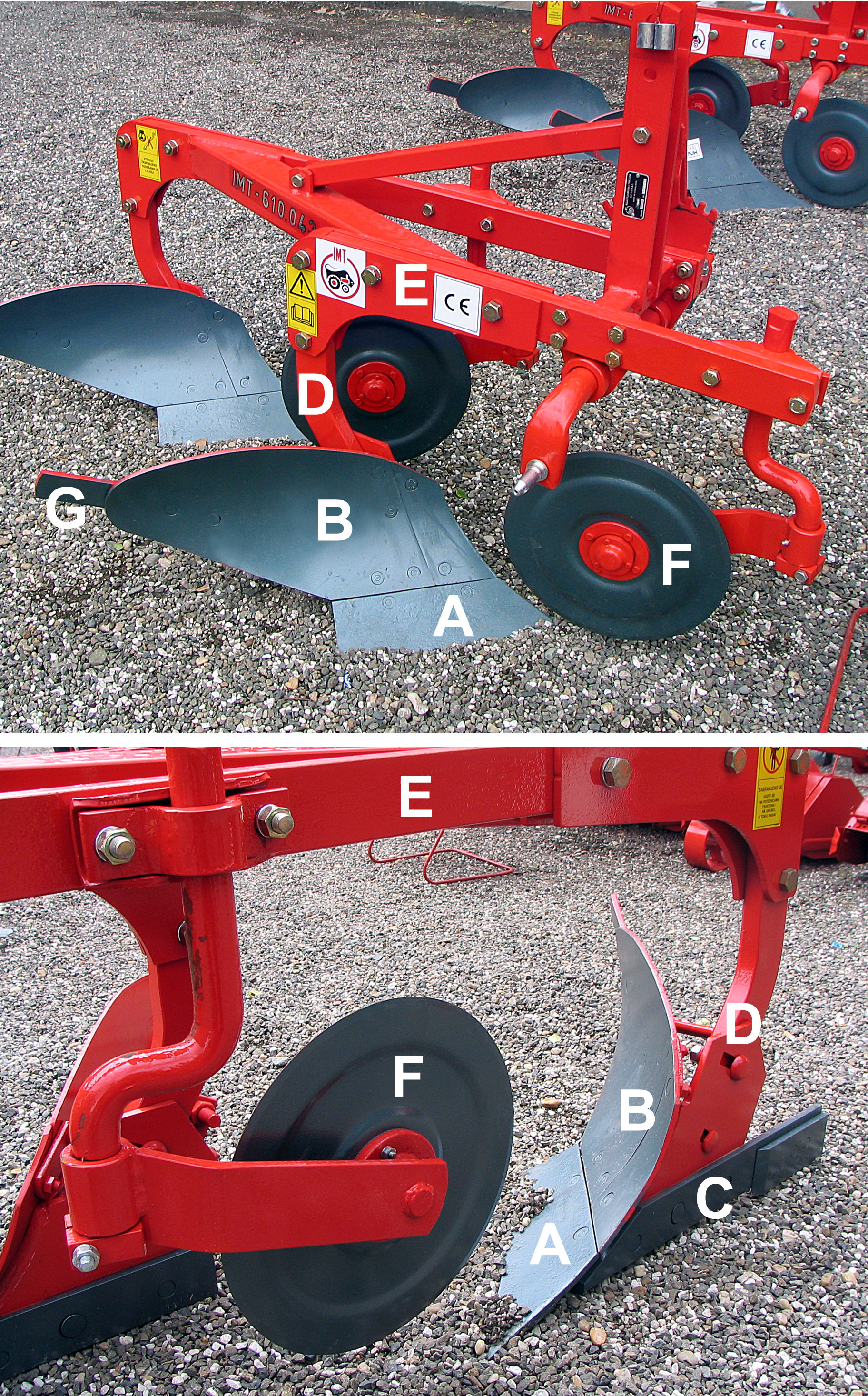
Будова плуга: A,B, C,D, G — корпус плуга (A — леміш, B — відвал, G — перо відвала, C — польова дошка з п'яткою, D — стійка), E — рама, F — дискове чересло

Корпус плуга — головний робочий вузол плуга, що кріпиться до гряділя рами. Складається з лемеша, відвала, стійки, полоза (польової дошки), також на ньому можуть бути присутні посилювальна планка, планковий зрізач і перо відвала. На плузі буває один чи кілька корпусів (багатокорпусні плуги), кріплення їх до рами здійснюється через стійку. З метою забезпечити отримання рівних поверхонь, для з'єднання частин корпусу застосовуються спеціальні втоплені болти з опорним виступом або квадратною головкою.

## Види
- Лемішний корпус — корпус, у якому сполучним елементом різних частин виступає стійка, до якої кріпляться леміш, відвал і закінчений п'яткою полоз[2]; у багатокорпусному плузі п'ятка виступає тільки в останнього корпусу[3].
- Тарілчастий корпус — складається з тарілки (робочого елемента у вигляді сегмента кулі), встановленої на осі, що прикріплена до стійки, над тарілкою кріпиться відвал. Використовується на тарілчастих плугах.